# Albert Schnez
Albert Schnez, född 30 augusti 1911 i Abtsgmünd, död 26 april 2007 i Bonn, var en tysk överste under andra världskriget och senare generallöjtnant inom den västtyska armén Bundeswehr. Han var spindeln i nätet i den organisation av tusentals före detta tyska officerare inom Wehrmacht och Waffen-SS som 1949 skapade en hemlig, illegal armé som försvar mot Sovjetunionen. 
Albert Schnez beskrivs som en enstöring och en ”energisk organisatör”. Nätverket, som kallades för Schnez-Truppe av de sammansvurna, tycks ha varit mycket välorganiserat. Man samlade in donationer och upprätthöll en sorts underrättelsetjänst som förhörde nya medlemmar och samlade information om politiker på vänsterkanten.